# Aleksandr Davidovich Nadiradze
Aleksandr Davidovich Nadiradze (tiếng Gruzia: ალექსანდრე  ნადირაძე, tiếng Nga: Александр Давидович Надирадзе 20 tháng 8 năm 1914 – 3 tháng 9 năm 1987) là một nhà phát minh, thiết kế và kỹ sư người Liên Xô trong lĩnh vực máy bay và tên lửa. Ông đã phát triển nhiều loại tên lửa, bom, đạn pháo, và được coi là cha đẻ của hệ thống ICBM phóng từ xe mang phóng tự hành. Những ICBM mà ông đã phát triển bao gồm RT-21 Temp 2S (SS-16), RSD-10 Pioneer (SS-20) và RT-2PM Topol (SS-25). Các hệ thống tên lửa đạn đạo sau này như RT-2PM2 Topol-M và RS-24 phần lớn dựa trên các nghiên cứu của Nadiradze.

## Đầu đời và sự nghiệp
Nadiradze sinh ngày 20 tháng 8 (hoặc 2 tháng 9) năm 1914 tại Gori, Gruzia. Ông lớn lên trong một gia đình làm nghề giáo viên tại Tbilisi. Khởi đầu là một trợ lý trong một khoa hàng không vũ trụ tại Gruzia, ông đã có phát minh đầu tiên của mình vào tháng 5 năm 1934. Sau khi tốt nghiệp Viện Công nghiệp Transcaucasian năm 1936, ông chuyển đến Moscow và nộp đơn vào Viện Hàng không Moscow. Hai năm sau, Nadiradze bắt đầu làm việc tại Viện Khí động học Trung ương (TsAGI), tại đây ông lãnh đạo một nhóm kỹ sư tham gia nghiên cứu lý thuyết và thực nghiệm về bánh răng hạ cánh trên máy bay dựa trên nguyên lý của đệm khí. Ông cũng tham gia vào quá trình phát triển Tupolev Tu-2 và các máy bay chiến đấu phản lực thời kỳ đầu của Liên Xô. Năm 1941, ông được bổ nhiệm làm thiết kế trưởng tại OKB (Phòng thiết kế thử nghiệm) nhà máy số 22 (Gorbunov).

## Công nghệ tên lửa
Cuối năm 1941 Nadiradze bắt đầu công việc của mình trong lĩnh vực thiết kế tên lửa. Trong Chiến tranh thế giới thứ hai, ông đã phát triển 5 phiên bản đạn chống tăng, một trong số đó có kết quả khả quan. Năm 1945, ông được bổ nhiệm làm thiết kế trưởng kiêm chánh văn phòng Khoa vũ khí tên lửa thuộc Học viện cơ khí Moscow và là một hướng dẫn viên giàu kinh nghiệm tổ chức các bài giảng về sản xuất và thiết kế tên lửa và bệ phóng, đồng thời tiến hành nghiên cứu về tên lửa hai tầng và máy bay phản lực. Năm 1948, Nadiradze đứng đầu bộ phận phát triển tên lửa phòng không không điều khiển và tên lửa chống tăng. Năm 1950, ông phát triển hệ thống tên lửa phòng không "Swift" và một năm sau đó, KB-2 mới được sáp nhập vào GSNII MSKHM-642, về cơ bản đã thống nhất các phòng thiết kế tên lửa hành trình, bom điều khiển vô tuyến thành một học viện thống nhất. Năm 1953 Nadiradze đảm nhận dự án "Raven". Kinh nghiệm của ông đã được sử dụng để tạo ra tên lửa khí tượng tầm cao đầu tiên trên thế giới. Tên lửa được thiết kế để đưa "dụng cụ" vào tầng bình lưu. Tên lửa khí tượng MR-1 Meteo đầu tiên của Liên Xô phóng thành công vào năm 1951 cũng do Nadiradze phát triển. Ngày 15 tháng 10 cùng năm, ông được giao nhiệm vụ phát triển cái gọi là bom điều khiển bằng sóng vô tuyến "Tshaika" (UB-2000F). Các cuộc thử nghiệm đã được hoàn thành thành công vào năm 1955 và vũ khí mới được chấp nhận đưa vào sử dụng vào cuối năm đó. Cuối năm 1957, GSNII MSKHM-642 được kết hợp với OKB-52 của Chelomey. Nadiradze được bổ nhiệm làm người đứng đầuBộ phận phát triển bí mật của Chelomey vào năm 1961 đã phụ trách toàn bộ OKB, trong khi vẫn là nhà thiết kế chính. Theo quyết định của chính phủ và bộ quốc phòng Liên Xô, một cuộc thi thiết kế tên lửa đạn đạo xuyên lục địa di động (ICBM) đã được tổ chức và đội của Alexander Nadiradze đã giành chiến thắng. Ông trở thành cha đẻ của tên lửa ICBM phóng từ bệ phóng di động của Liên Xô. Vào ngày 6 tháng 3 năm 1966, Bộ Quốc phòng đã ra lệnh phát triển ICBM nhiên liệu rắn phóng từ xe tự hành. Dự án được đặt tên là "Temp-20", mà sau đó sẽ phát triển thành RT-21 Temp 2S. Vào ngày 14 tháng 3 năm 1972, quá trình thử nghiệm "Air-20" bắt đầu tại sân bay vũ trụ Plesetsk thuộc vùng Arkhangelsk. Các cuộc thử nghiệm được hoàn thành vào tháng 12 năm 1974. Bãi phóng bí mật này được đặt dưới quyền chỉ huy của Trung tướng Gruzia Galaktion Alpaidze người phụ trách chương trình tên lửa của Liên Xô và từ năm 1975 cũng là phó giám đốc của Viện kỹ thuật nhiệt Moscow. Vào ngày 21 tháng 2 năm 1976, hai trung đoàn tên lửa Temp-20 bắt đầu thực hiện nhiệm vụ chiến đấu tại Plesetsk.

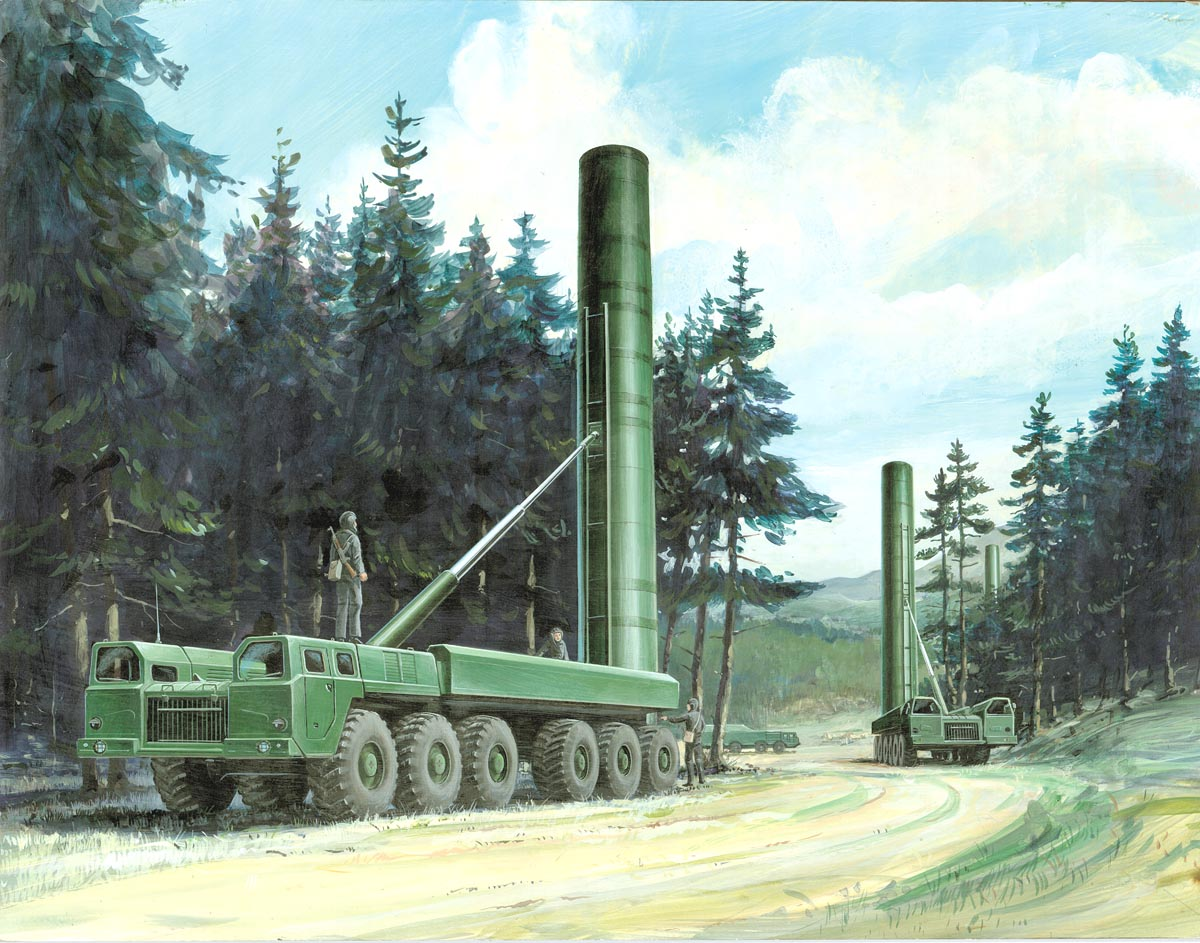
RSD-10 cùng với xe mang phóng tự hành.

Trước đó, từ năm 1971, Nadiradze đã phát triển tên lửa RSD-10 Pioneer mà vốn dựa trên thiết kế tên lửa Temp-2S. Các cuộc thử nghiệm bay của nó diễn ra rất tốt và hoàn thành vào ngày 9 tháng 1 năm 1976. Tổ hợp tên lửa di động Pioneer được thông qua và bắt đầu đi vào hoạt động từ ngày 11 tháng 3 cùng năm. Tên lửa Pioneer của Nadiradze về sau sẽ là tiền đề để phát triển tên lửa Topol. Vì thành tựu và đóng góp cho phát triển ICBM cho Liên Xô, Nadiradze được tặng thưởng huân chương Anh hùng lao động Xã hội Chủ nghĩa Liên Xô và huân chương Lenin. Sau đó, ông đã phát triển một Pioneer-UTTH (tên định danh của NATO là SS-20 Mod 2) được cải tiến mạnh mẽ để mang được ba đầu đạn MIRV 5–50 kt. Hệ thống mới được Lực lượng Tên lửa Chiến lược Liên Xô thông qua vào ngày 28 tháng 4 năm 1981. Ngày 29 tháng 12 năm 1981 Nadiradze được bầu làm thành viên chính thức (viện sĩ) của Viện Hàn lâm Khoa học Liên Xô, khoa Cơ học và Quá trình Điều khiển (cơ học lý thuyết và ứng dụng, kỹ thuật cơ khí và khoa học kỹ thuật). Ông cũng được Đoàn Chủ tịch Xô Viết Tối cao Liên Xô tặng thưởng Anh hùng Lao động Xã hội Chủ nghĩa hạng nhì và Huân chương Lenin lần thứ tư. Ngày 8 tháng 12 năm 1987, Tổng bí thư Mikhail Gorbachev và Tổng thống Mỹ Reagan ký hiệp ước Tên lửa tầm trung và tầm ngắn, theo đó Liên Xô đã phải phá hủy 728 tổ hợp tên lửa Pioneer của mình. Nadiradze cũng phát triển tên lửa RT-2PM Topol  Nadiradze từ năm 1977, tên lửa này đi vào trang bị từ năm 1988, và cho đến ngày nay vẫn là một thành phần răn đe hạt nhân chính của Liên bang Nga. Thách thức chính của dự án Topol là tạo ra một hệ thống quản lý chiến đấu phù hợp, đây là trọng tâm chính của Nadiradze trong toàn bộ quá trình phát triển. Với dự án cuối cùng này, Nadiradze đã nhận được Giải thưởng Nhà nước Liên Xô vào năm 1987. Những nghiên cứu và thành tựu phát triển tên lửa của ông được tiếp tục sau khi ông qua đời bởi Boris N. Lapygin. Ông đã viết hơn 100 bài báo trên các tạp chí khoa học và đăng ký hơn 220 phát minh. Về cơ bản, ông đã thiết lập một cơ sở khoa học cho các hệ thống tên lửa, từ đó những người kế nhiệm ông tiếp tục phát triển.

## Giải thưởng
Giải thưởng Lenin (1964)
Bốn lần được tặng thưởng Huân chương Lenin (1968, 1974, 1976, 1982)
Tiến sĩ Khoa học Kỹ thuật (1969)
Giáo sư (1972)
Nhà phát minh được vinh danh của RSFSR (1973)
Huân chương cờ Đỏ (1974)
Hai lần Anh hùng Lao động xã hội chủ nghĩa (1976 and 1982)
Huân chương Cách mạng Tháng Mười (1984)
Giải thưởng Nhà nước Liên Xô (1987)
Năm 1993, Liên đoàn Du hành vũ trụ Nga và Viện Kỹ thuật Nhiệt Moscow đã công bố huy chương mang tên viện sĩ Nadiradze. Ở mặt sau của huy chương có khắc một bệ phóng ICBM di động.
Các tấm bảng kỷ niệm tưởng nhớ A.D. Nadiradze được lắp đặt phía trước tòa nhà chính của Viện kỹ thuật nhiệt Moscow

## Qua đời
Nadiradze sống và làm việc ở Moscow cho đến khi qua đời vào ngày 3 tháng 9 năm 1987. Ông được chôn cất tại Nghĩa trang Novodevichy ở Moscow. Trên bia mộ, Nadiradze được miêu tả đang cầm một tờ giấy trên tay, thể hiện lòng nhiệt thành đối với các phát minh và sự cống hiến của mình cho công việc của mình.

## Link ngoài
- «Красная Звезда» from ngày 19 tháng 8 năm 2004
- Энциклопедия «Космонавтика». Текст Мелуа А. И. 2005
- А.Железняков, 1997—2005. Энциклопедия «Космонавтика». Конструкторы.
- Ударные «Темпы» конструктора Надирадзе